# Área micropolitana de Jayuya
El área micropolitana de Jayuya,  y oficialmente como Área Estadística Micropolitana de Jayuya, PR µSA  por la Oficina de Administración y Presupuesto, es un Área Estadística Micropolitana centrada en el municipio de Jayuya, en el Estado Libre Asociado de Puerto Rico. El área micropolitana tenía una población en el Censo de 2010 de 16.642 habitantes, convirtiéndola en la 5.º área metropolitana más poblada de Puerto Rico. El área micropolitana de Jayuya comprende el municipio de Jayuya.

## Composición del área micropolitana
- Jayuya